# مارتون داردای
مارتون داردای (انگلیسی: Márton Dárdai؛ زادهٔ ۱۲ فوریهٔ ۲۰۰۲) بازیکن فوتبال اهل آلمان است.
وی همچنین در تیم‌های ملی فوتبال Germany national under-16 football team، جوانان آلمان، جوانان آلمان، و زیر ۲۱ سال آلمان بازی کرده‌است.